# Bataille de l'Indus
Invasion mongole de l'Empire khwarezmien
la Bataille de l'Indus a lieu sur les rives de l'Indus, le 24 novembre 1221. Elle vois s'affronter les troupes de l'Empire Mongol, commandées par Gengis Khan, et celles de l'Empire khwarezmien, commandées par Jalal ad-Din. Elle s’achève par une victoire écrasante des Mongols et marque la fin de l'Invasion mongole de l'Empire khwarezmien.
Lorsque son père, le Khwarezmchah Ala ad-Din Muhammad, meurt sur une île de la mer Caspienne après avoir fuis les Mongols a travers tout son empire, Jalal ad-Din se proclame Khwarezmchah et voyage vers l'est. Échappant plusieurs fois aux Mongols, il atteint Ghazni et commence à y rassembler une armée importante; puis il bat le commandant mongol Shigi Qutuqu lors de la bataille de Parwan. Cette victoire inattendue attire l'attention et l'ire de Gengis Khan, qui prend la tête d'une armée d'au moins 50 000 hommes et traque le Chah. Ce dernier est dans une situation critique, car il a perdu une grande partie de ses troupe à la suite d'une dispute concernant le partage du butin après sa victoire. N'ayant plus les moyens de combattre efficacement le Khan, Jalal bat en retraite vers l'est, en direction de l'Indus. Mais malgré les efforts du Chah, les Mongols rattrapent les Khwarezmiens le matin du jour où ils devaient traverser l'Indus.
L'armée du Chah, qui compte alors environ 30 000 hommes, adopta une position défensive sur les rives du fleuve. Les troupes de Jalal se comportent bien lors des premiers combats, parvenant à repousser les forces mongoles en dépit d'une forte infériorité numérique. Cependant, lorsqu'un détachement d'élite mongol réussit à déborder les Khwarezmiens, le Chah comprend que la bataille est perdue et, revêtu de son armure, il se jette à cheval du haut d'une falaise dans l'Indus pour échapper à ses ennemis. En signe de respect pour la bravoure de son adversaire, le Khan ordonne à ses archers de ne pas tirer, ce qui permet au Chah de gagner la rive opposée, mais sa famille et la quasi-totalité de son armée sont massacrées.

## Situation avant le conflit
Gengis Khan envahit l'Empire khwarezmien pour venger le massacre des membres d'une caravane commerciale mongole par le gouverneur de la ville frontalière d'Otrar et le refus du Khwarezmchah Ala ad-Din Muhammad de punir ledit gouverneur pour son crime. Il passe la frontière du Khwarezm avec sous ses ordres une armée compétente, disciplinée et rompue au combat forte de 150 000 à 200 000 soldats, principalement des Mongols et des membres d'autres tribus alliées rompus à leur méthode de guerre,. Cette armée comprend également un corps d'ingénieurs chinois spécialisés dans les sièges de villes et autres places fortes. Gengis Khan est un chef charismatique, inélégant et expérimenté, secondé par ses fils Djötchi, Djaghataï, Ögedeï et Tolui, qui sont des généraux compétents. Il a également sous ses ordres de brillants généraux comme Djebé et Subötaï, qui utilisent des tactiques novatrices et savent s'adapter à la situation,.
De son côté, le Chah Muhammad a mobilisé une armée dont les effectifs sont estimés entre 200 000 et 400 000 hommes. Mais c'est une armée hétéroclite, ses soldats turcs sont indisciplinés et l'unité fait défaut entre les soldats turcs, iraniens, arabes et afghans de l'armée. La méfiance du Chah à l'égard de ses troupes et de ses commandants turcs Qanqli,, fait qu'il n'envisage de livrer bataille que dans des conditions favorables et avec une supériorité numérique sur ses adversaires. Il adopte une stratégie de défense en profondeur basée sur des villes fortifiées,,, et installe des garnisons de soldats vétérans dans différentes villes, dont Otrar, Boukhara, Banakat et Samarcande, comptant sur l'inexpérience des Mongols en matière de siège, et leur méconnaissance du terrain, pour retarder leur progression et lui donner l'occasion de livrer bataille au moment où il le décidera. Il prévoit de lever une nouvelle armée au-delà de l'Amou-Daria, près de Kelif, puis de frapper les Mongols en Transoxiane, ou de défendre la barrière de l'Amou-Daria en empêchant les Mongols de franchir le fleuve et, si nécessaire, de battre en retraite vers Ghazni, puis vers l'Inde.
Gengis Khan commence par assiéger Otrar avec toute son armée en septembre 1219. Après un certain temps, il divise son armée, envoyant un détachement sous les ordres de son fils aîné Djötchi vers le Syr-Daria, et un autre marcher sur Banakat. Laissant Djaghataï et Ögedeï maintenir le siège d'Otrar, Gengis Khan et Tolui traversent le Désert du Kyzylkoum pour attaquer Boukhara, qui tombe en février 1220, et Samarcande, qui est prise en mars 1220. Banakat est également occupée, tandis qu'Otrar tombe en avril 1220. Les armées mongoles de Banakat et d'Otrar rejoignent alors Gengis Khan près de Nasaf, où ils passent l'été 1220 à laisser se reposer l'armée et les chevaux. En avril 1220, Jochi a pris toutes les villes situées le long du Syr Darya, y compris Sighnaq et Jend, et établit son campement dans les steppes des Kipchak. À ce stade de la campagne, Gengis Khan envoie une armée de 30 000 à 40 000 hommes dirigée par Djebé et Subötaï, ainsi que son propre gendre Toghachar, pour traquer et trouver le Chah,.
En effet, la chute rapide de la Transoxiane décuple les inquiétudes du Chah Muhammad, qui commence à se replier vers l'ouest avec son fils Jalal ad-Din. Il s'arrête un temps à Nishapur, mais lorsque l'armée mongole commandée par Djebé et Subötaï franchit l'Amou-Daria, le chah traverse la Perse, puis échappe aux Mongols en faisant semblant de se diriger vers Bagdad, et finit par trouver refuge sur une île de la mer Caspienne, où il meurt en décembre 1220, après avoir désigné Jalal ad-Din comme son héritier.
Après la mort de son père, Jalal ad-Din se rend à Ourguentch, l'ancienne capitale de l'empire, mais il comprend vite que la noblesse lui est hostile, lui préférant son demi-frère Uzlaq-Shah. Lorsqu'il découvre l'existence d'un complot visant à le tuer, Jalal quitte la ville et se dirige vers le sud et traverse le désert de Karakum, dont il ressort à proximité de Nisa où il défait un détachement mongol. Pendant ce temps, deux importantes armées mongoles convergent vers Ourguentch : la première arrive depuis le nord-est et est commandée par Djötchi, tandis que la seconde arrive depuis le sud-est et sous les ordres de Djaghataï. La prise de la ville va prendre six mois aux Mongols, et pour y arriver, ils devront compter sur l'arrivée de renforts dirigés par Ögedeï pour y arriver. Dans le même temps, Gengis envoie son plus jeune fils, Tolui, conquérir la région du Khorassan. Ce dernier remplit sa mission rapidement, au prix d'importantes destructions : les villes de Merv, Nishapur sont détruites et leurs populations massacrées, tandis qu'Herat ouvre ses portes aux Mongols et échappe à la destruction. Jalal ad-Din manque de peu d’être capturé à Nishapur, où il espérait lever une armée. Il échappe à ses poursuivants et parvient à atteindre Bost, où son oncle maternel Amin Malik le rejoint avec des renforts. Le Chah se rend ensuite à Ghazni, où de nombreux loyalistes khwarezmiens, dont des Karlouks, des Khalaj et des Turkmènes, le rejoignent. En quelques semaines, il réunit une armée d'environ 65 000 soldats bien équipés, mais désunis.

## Bataille de Parwan et préparatifs
Après plusieurs escarmouches entre Jalal ad-Din et des troupes mongoles dans la région, Gengis Khan envoie Shigi Qutuqu, qui occupe un poste de responsable de la justice auprès du Khan, à la poursuite du Chah. Mais il ne donne à ce général inexpérimenté que 30 000 à 50 000 hommes pour mener à bien sa mission,, et Qutuqu est vaincu lors de la bataille de Parwan à l'automne 1221,. Lorsque la nouvelle de cette défaite se répand, d'importantes rébellions éclatent dans plusieurs villes, y compris Merv et Herat. Malheureusement pour Jalal ad-Din, une grande partie de ses troupes, principalement des Afghans sous les ordres de Saif al-Din Ighrak, désertent après la bataille en raison d'un différend sur le partage du butin. Comprenant que la perte soudaine de près de la moitié de son armée lui sera probablement fatale en cas de nouvel affrontement avec les Mongols, le Shah décide de se réfugier en Inde. Il retourne à Ghazni puis marche vers l'est, en direction de l'Indus, pour passer en Inde. Cependant, il avance lentement, car un grand nombre de réfugiés accompagnent son armée.
Alors que les Mongols mènent deux sièges d'un durée d'un mois au château de Rang et à Bamyan; lorsque Gengis Khan reçoit la nouvelle de la défaite de Parwan, il confie ces sièges à ses subordonnées et marche vers Ghazni. Les Mongols envoient des détachements au devant de l'armée du Khan, pour s'emparer de plusieurs cols qui mènent de Ghazni à Peshawar; si bien que lorsque les déserteurs d'Ighrak décident finalement de rejoindre Jalal ad-Din, il trouvent tous les chemins bloqués. Un détachement mongol est vaincu par Jalal ad-Din à Gadriz , mais les Mongols, qui se déplacent le plus rapidement possible, parviennent à le rattraper sur les rives de l'Indus et à vaincre son arrière-garde.

### Déploiement des troupes avant la bataille
Les deux armées se mettent en ordre de bataille à l'aube. Jalal al-Din prend le commandement du centre avec 5 000 hommes, dont 700 gardes du corps qui restent en réserve. Amin Malik prend le commandement des Turcs sur l'aile droite,, tandis que les Afghans, probablement commandés par Temur Malik, occupent l'aile gauche. Le Chah installe son aile gauche sur une crête qui se jette directement dans la rivière, tandis que le flanc de l'aile droite est protégé par la rive,. Avec ce placement, le Chah enlève aux Mongols la possibilité de livrer une bataille à base de manœuvres de débordement, leur grande spécialité, et en combattant dans un espace confiné, il réduit l'avantage que leur confère leur supériorité numérique.
Gengis déploie ses forces dans une formation en croissant, coinçant les Khwarezmiens contre la rivière, et il prend personnellement le commandement des troupes de réserve, pour s'assurer que le Chah ne sera pas en mesure de percer les lignes mongoles et de s'échapper. La droite mongole est commandée par Djaghataï et la gauche par son frère Ögedeï. L'armée mongole est largement supérieure en nombre par rapport aux troupes de Jalal ad-Din, mais aussi probablement épuisée par sa marche forcée à travers les montagnes et Gengis Khan a peut-être engagé l'ennemi avant que toutes ses forces ne soient rassemblées,.

## Déroulement de la bataille

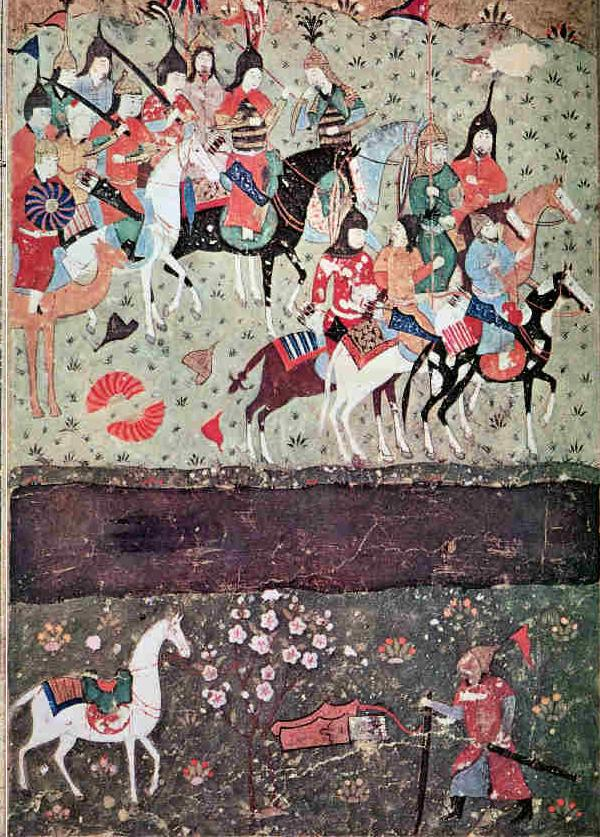
Jalal al-Din fuyant la bataille après avoir traversé l'Indus, sous le regard de Gengis Khan. (Représentation datant de la fin du XVIe siècle).

À l'aube du 24 novembre, la bataille commence avec les ailes qui s'engagent mutuellement ; la gauche Khwarezmienne réussissant à garder sa forte position défensive, malgré l'apport constant de nouvelles troupes par le Khan, tandis qu'Ögedei est repoussé sur la gauche mongole. Conscient que la crête contrôlée par les Khwarezmiens est une position clef pour la bataille, Gengis envoie un général nommé Bela Noyan et un tumen Bagatur d'élite pour l'escalader et déborder les troupes ennemies. Jalal ad-Din attaque le centre de l'armée mongole, et, selon son biographe personnel al-Nasawi, il atteint Gengis Khan et le met en fuite. Même si les Mongols n'arrivent pas à utiliser efficacement leurs arcs et leurs flèches au corps à corps, ils réussissent à stopper l'avancée des Khwarazmiens, tuant Temur Malik dans la mêlée,.
Même si Bela Noyan perd de nombreux hommes lors de l'ascension, le détachement mongol réussit à escalader la crête et attaque l'aile gauche du Chah sur son flanc et ses arrières. L'aile droite Khwarezmienne bat également en retraite et finit par se débander. Amin Malik est intercepté et tué par les mongols alors qu'il tente de fuir vers Peshawar. Même s'il est évident que la bataille est perdue, Jalal ad-Din continue à se battre jusqu'à midi. Ce n'est qu'après que son cousin maternel Akhash Malik l'eut imploré de fuir, que la Chah charge la crête désormais contrôlée par les Mongols, et perce leurs lignes. Il fait ensuite tomber son cheval du bord d'une falaise de 9 mètres, mais parvient à atteindre la rive opposée. Témoin de l'exploit et appelant ses fils à la rescousse, Gengis interdit à ses archers de tirer sur le Chah et déclare : « Heureux le père d'un tel fils ».
Si la vie du Chah est épargnée, celle de ses hommes, dont la plupart ont suivi l'exemple de leur chef, ne l'est pas. Au total, seulement environ quatre mille hommes atteignent l'autre rive, un très grand nombre de soldats étant abattus dans l'eau par les archers mongols. Le camp, le harem et les trésors du Chah sont capturés, et tous les membres masculins de sa famille, y compris son fils de sept ans et son fils en bas âge, sont tués.

## Conséquences
Jalal ad-Din réussit à rassembler les survivants de son armée ; puis il attaque et vainc les dirigeants locaux, commençant à établir un petit État en Inde. Gengis ne fait de grands efforts pour poursuivre son ennemi vaincu, n'envoyant des troupes que lorsque Jalal ad-Din retraverse l'Indus pour enterrer ses morts. Le Khan est surtout occupé à soumettre les Afghans près de Jalalabad, et l'armée mongole hiverne ensuite dans la vallée de Swat. Gengis Khan envoie ensuite son fils Ögedei mettre à sac Ghazni et soumettre certains des forts montagneux afghans, une tâche qu'il met quinze mois à accomplir complètement. Ceci fait, le Khan retourne tranquillement en Mongolie, où il arrive en 1224-25.
Une petite troupe commandée par Dorbei Doqshin est envoyée pour retrouver Jalal ad-Din, mais en vain. Lorsqu'il rejoint le Khan à Samarcande, Dorbei est immédiatement renvoyé accomplir la même mission, avec l'ordre de ne pas échouer. Les troupes de Dorbei trouvent et assiègent le Chah pendant quarante jours au printemps 1224, avant que la chaleur de l'été ne les contraignent à battre en retraite. Jalal al-Din reçoit plus tard des nouvelles de son frère Ghiyath al-Din, qui a pris le contrôle de territoires de l'ancien Empire khwarezmien dans l'ouest de l'Iran et en Irak, l'invitant à revenir et à rétablir le pouvoir des Khwarezmchahs. Laissant les terres conquises dans le Pendjab aux mains d'un de ses lieutenants, le Chah marche alors à travers le Makran, quittant l'Inde après un séjour de trois ans, pour prendre le contrôle de certaines parties de la Perse et de l'Anatolie.
Avant la bataille de Garni en 1225, Jalal al-Din envoie une lettre à la reine Rousoudan exigeant la soumission de la Géorgie, demande à laquelle la Reine répond par une lettre insultante, se moquant de la façon dont le Khwarazmchah a été battu par Gengis Khan sur les rives de l'Indus.